# تشارلز غودارد
تشارلز غودارد (بالإنجليزية: Charles Goddard)‏ هو كاتب سيناريو وكاتب مسرحي أمريكي، ولد في 26 نوفمبر 1879، وتوفي في 11 يناير 1951.

## وصلات خارجية
- تشارلز غودارد على موقع IMDb (الإنجليزية)
- تشارلز غودارد على موقع أول موفي (الإنجليزية)
- تشارلز غودارد على موقع قاعدة بيانات برودواي على الإنترنت (الإنجليزية)
- تشارلز غودارد على موقع قاعدة بيانات الأفلام السويدية (السويدية)
- تشارلز غودارد على موقع قاعدة بيانات الفيلم (الإنجليزية)
- تشارلز غودارد على موقع كينوبويسك (الروسية)